# Zotz

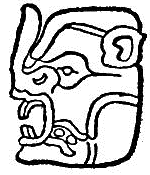
Imagen del Zotz

El zotz o sotzʼ es la cuarta veintena de días del sistema calendárico del haab y simboliza al murciélago. En cuanto al simbolismo del murciélago, éste se relacionó con «la noche, la oscuridad, la muerte, los sacrificios por decapitación y extracción de corazón, con la fertilidad y la sexualidad». Zotz pertenece al segundo trio de veintenas que, junto con tzek y xul, simbolizan al planeta Venus.